# Фере, Фёдор Данилович
Фёдор (Фридрих) Данилович Фере (?—1794) — русский военный инженер, генерал-майор, герой русско-турецкой войны 1768—1774 годов.

## Биография
В военную службу вступил в 1756 году в полевые инженеры. Принимал участие в Семилетней войне.
Будучи в чине инженер-поручика блестяще проявил себя во время русско-турецкой войны 1768—1774 годов и 1 ноября 1770 года был награждён орденом св. Георгия 4-й степени (№ 76 по кавалерскому списку Судравского и № 77 по списку Григоровича — Степанова)
За отменную ревность и мужество, оказанные во время атаки Аккермана непрестанным нахождением при ведении апрош и делании батарей.
Вскоре он получил чин инженер-капитана.
В 1789 году был произведён в генерал-майоры и скончался 22 ноября 1794 года.